# Claudecir Aparecido de Aguiar
Claudecir Aparecido de Aguiar (født 15. oktober 1975) er en tidligere brasiliansk fodboldspiller.
Han har spillet for flere forskellige klubber i sin karriere, herunder Kashima Antlers.